# Kastilien och León
Kastilien och León (spanska Castilla y León) är en autonom region i Spanien. Det är Spaniens geografiskt största region med en area på 94 223 km². Med enbart 2,48 miljoner invånare är det också Spaniens glesast befolkade region. Huvudstad är Valladolid.

## Provinser och huvudstäder
- Ávila – Ávila
- Burgos – Burgos
- León – León
- Palencia – Palencia
- Salamanca – Salamanca
- Segovia – Segovia
- Soria – Soria
- Valladolid – Valladolid
- Zamora– Zamora

## Stadgarna från 1188

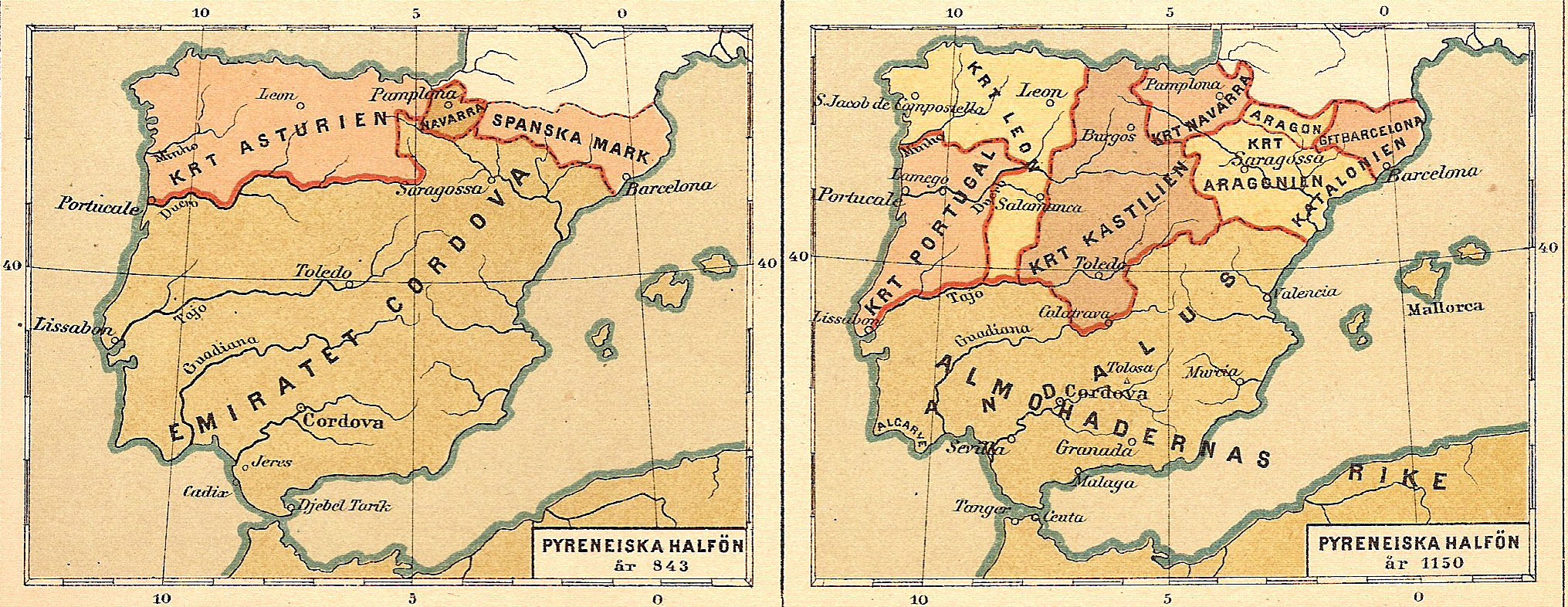
Historisk karta över Iberiska halvön 843 e.Kr. och kungariket Leon 1150 e.Kr.

Traditionen med de regionala domstolarna i Kastilien och León började vid det kungliga rådet (latin: Curia Regis) i León 1188. De leonesiska Curia Regis var kungarnas domstolar och även om resultatet av Curia Regis är omtvistat så kan det ha varit ett tidigt steg mot en konstitutionell lagstiftning, liknande Magna Charta.

## Geografi
Kastilien och León gränsar i norr till Asturien och Kantabrien, Aragonien, Baskien och La Rioja i öster, Madrid och Kastilien-La Mancha i sydost, Extremadura i söder och Portugal och Galicien i väster.
I Kastilien och León går floden Dueros avrinningsområde, i den norra halvan av Meseta Central, en stor platå mitt på den iberiska halvön. Floden förgrenas till bland annat den närliggande dalen El Bierzo och de mer isolerade dalarna Laciana, Valle de Mena, Valle del Tiétar.

### Vägar
Regionen är navet för kommunikationer i norra Spanien. Den korsas av europaväg E80, som är den huvudsakliga kommunikationen mellan Portugal och övriga Europa.
Kastilien och León korsas även av två stora antika vägar:
- Camino de Santiago, en pilgrimsled som nu är både en vandringsled och en motorväg från öster till väster.
- Vía de la Plata från romartiden som nu – under namnet Ruta de la Plata – är en huvudväg genom regionens västra delar.

### Flygplatser
Under de senaste åren har en stor utveckling skett i kommunikationerna med övriga Europa, framför allt genom lågkostnadsflyg på flygplatsen i Villanubla i Valladolid. Det finns ytterligare tre flygplatser i Kastilien och León: Virgen del Camino Airport i León, Salamanca Airport och Burgos Airport. Den stora flygplatsen i Madrid, Barajas, ligger också nära men har inte direktkommunikationer från Kastilien och León.

## Regional administration och regering
Även om inte fördraget om autonomi specificerar en huvudstad för Kastilien och León, så fungerar Valladolid som en sådan, där regionens beslutsinstanser, domstolar och flera andra delar av det regionala parlamentet och regeringen ligger.

### Beslutande organ
Kastilien och Leóns regering kallas junta de Castilla y León på spanska. Den har en president och tolv departement; två vicepresidenter och tio ministerier, consejerías. Regeringen sitter i Valladolid, förutom finansutskottet som sitter i Palencia.

### Lagstiftande församling och domstolar
De regionala domstolarna i Kastilien och León tillsätts av den lagstiftande församlingen som finns i Valladolid. Regionens högsta domstol finns i Burgos.

### Övriga myndighetspersoner

#### Ombudsman
Kastilien och Leóns ombudsman finns i León och utnämns av regionens domstolar.

#### Rådgivande kommitté
Den rådgivande kommittén, Consejo Consultivo, är en grupp med fem rättsanalytiker som finns i Zamora. De tillsätts av de regionala domstolarna och regeringen. Kommittén rapporterar om rättsfall både till regeringen och till de kommunala styrelserna.

## Utbildning

### Offentliga universitet
- Universidad de Burgos
- Universidad de León
- Universidad de Salamanca
- Universidad de Valladolid
- Universidad Nacional de Educación a Distancia

### Privata universitet
- Universidad Católica "Santa Teresa de Jesús" de Ávila
- Universidad Europea Miguel de Cervantes (Valladolid)
- Universidad Pontificia de Salamanca
- Universidad S.E.K. (Segovia)